# Université nationale An-Najah
L'université nationale An-Najah (en arabe : جامعة النجاح الوطنية ; en anglais : An-Najah National University) est une université palestinienne située à Naplouse. Elle fut fondée en 1918 en tant qu'école.

## Historique
L'université nationale An-Najah a été fondée en 1918 en tant qu'école Nabulsi d'An-Najah. En 1941, elle devient un collège. Ensuite, elle fonctionne comme une faculté délivrant un bac +2 professionnel à partir de 1963. Enfin, en 1977, elle devient l'université nationale An-Najah avec l'ouverture des facultés de lettres et de sciences.
En 1978, l'université nationale An-Najah est membre de l'Association des universités arabes. Depuis qu'elle est reconnue comme une université, An-Najah grimpe en flèche devant ses concurrents. Elle s'est développée et rivalise aujourd'hui avec les meilleures universités tant au niveau arabe qu'international.

## Composition actuelle
L'université compte seize facultés. An-Najah offre un enseignement de premier cycle dans les domaines de la médecine, de l'ingénierie, des sciences humaines, des sciences sociales et des sciences naturelles, ainsi que des cours de second cycle en sciences humaines et sociales.
Les facultés scientifiques et techniques comprennent :
- Faculté des sciences
- École d'ingénieurs
- Faculté de technologie de l'information
- Faculté d'agriculture
- Faculté de médecine humaine
- Faculté d'optométrie
- Faculté de pharmacie
- Faculté de médecine vétérinaire
- Faculté des sciences infirmières
- Faculté d'éducation physique

Les facultés de sciences humaines comprennent :
- Faculté des Beaux-Arts
- Faculté de droit islamique (charia)
- Faculté de droit
- Faculté des sciences économiques et d'administration
- Faculté des sciences de l'éducation